# 클라우스 부어만
클라우스 오토 빌헬름 포어만(독일어: Klaus Otto Wilhelm Voormann, 1938년 4월 29일 ~ )은 독일의 예술가, 음악가, 음반 제작자이다. 비틀즈, 해리 닐슨, 비 지스, 웨트 웨트 웨트, 그리고 투르보네에르를 포함한 많은 밴드들을 위한 예술작품을 디자인했다. 프로듀서로서 가장 눈에 띄는 작품은 그들의 세계적인 히트곡인 〈Da Da Da〉를 포함하여 트리오와 함께 한 그의 작품이었다.
2009년에 데뷔 솔로 음반인 《A Sideman's Journey》를 발표했는데, 이 음반에는 비틀즈의 생존 멤버 두 명을 포함한 많은 유명한 음악가들이 "포어만과 친구들 (Voormann and Friends)"로 공연했다.